# Lois Lowry
Lois Lowry (Lois Ann Hammersberg, Honolulu, 20 de marzo de 1937) es una escritora estadounidense de literatura infantil, conocida sobre todo por su novela El dador.

## Biografía
Nació en Honolulu, Hawái, EE.UU. Estudió en la Universidad de Maine. Su padre era de origen noruego y su madre tenía sangre alemana, escocesa, irlandesa e inglesa. Ha vivido en distintas partes del mundo. 
Comenzó su carrera como fotógrafa y periodista independiente en la década de 1970. Su trabajo llamó la atención de Houghton Mifflin, que la animó a escribir su primer libro infantil.
Su primera obra, A Summer to Die, fue publicada en 1977. Desde entonces ha escrito más de 30 libros para niños y ha publicado una autobiografía. Dos de sus libros han sido galardonados con el Premio Newbery: ¿Quién cuenta las estrellas?, en 1990, y El dador, en 1993. Ha sido finalista en tres ocasiones del Premio Hans Christian Andersen.

## Obra

### The Giver Quartet
- 1993 El dador (The Giver)
- 2000 Gathering Blue
- 2004 Messenger
- 2012 El hijo (Son)

### The Tates Series
- 1983 The One Hundredth Thing About Caroline
- 1985 Switcharound

- 1990 Your Move, J.P.!

### The Gooney Bird Series
- 2002 Gooney Bird Greene
- 2006 Gooney Bird and the Room Mother
- 2007 Gooney the Fabulous
- 2009 Gooney Bird Is So Absurd

### Otras
- 1989 ¿Quién cuenta las estrellas? (Number the stars)

- Datos: Q238124
- Multimedia: Lois Lowry / Q238124